# Spaans-Formosa
Spaans Formosa was een Spaanse kolonie in het noorden van Taiwan (toen bekend als Formosa) die bestond van 1626 tot 1642. De kolonie werd gecreëerd om de Spaanse en Portugese handel te beschermen tegen de Nederlanders, die het zuiden van Taiwan beheerden. De kolonie bestond niet lang omdat de koloniale autoriteiten in Manilla (Spaans Oost-Indië) geen manschappen en materiaal wilden leveren om de kolonie te verdedigen. Na 17 jaar werd het laatste fort overwonnen door de Nederlanders, waardoor zij controle kregen over het grootste gedeelte van het eiland.